# Friedrich Gottlieb Klopstock
Friedrich Gottlieb Klopstock, né le 2 juillet 1724 à Quedlimbourg (Saxe-Anhalt) et mort le 14 mars 1803 à Hambourg, est un poète élégiaque allemand, considéré comme l'un des précurseurs du courant littéraire du Sturm und Drang. 

## Biographie

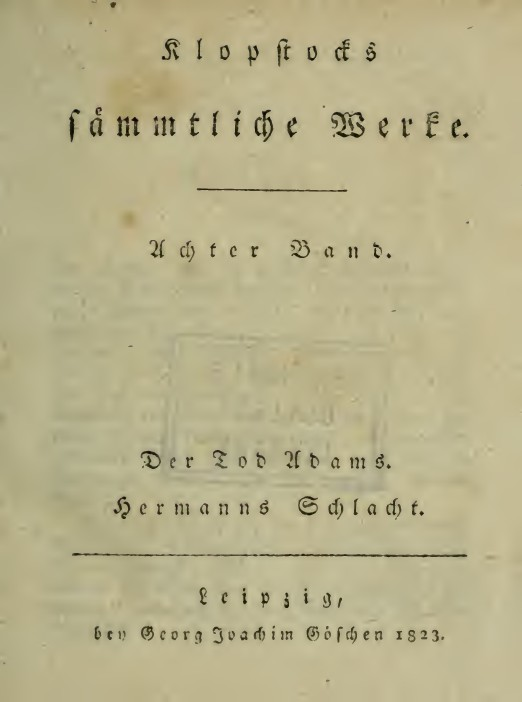
Édition originale de La mort d'Adam. La bataille de Teutoburg (1823)

Après avoir fréquenté le lycée de Quedlinburg, il entre à l’âge de 16 ans à l’École régionale de Pforta, lycée-internat de renom, qui accueillera notamment Friedrich Nietzsche et August Ferdinand Möbius. En 1745, il commence des études de théologie à l'université d'Iéna et réalise une première ébauche de Messias, qu’il rédige d’abord en prose. L’année suivante, à l'université de Leipzig, il réécrit son œuvre en décasyllabes, dont la publication de la première partie fait sensation. C’est là aussi qu’il compose ses premières odes. Ses études de théologie achevées, Klopstock devient précepteur (à l’instar de tous les postulants en théologie), à Langensalza. Pendant les deux années de son séjour à Langensalza, Klopstock connaît tour à tour l’amour passionnel, puis la déception et enfin la douleur du renoncement avec une jeune fille nommée Marie-Sophie, ce qui le conduit à composer les plus belles de ses premières odes sur l’amour inaccessible. 
La publication de ces odes déclenche un vent d’enthousiasme dans toute l’Allemagne : c'est l’heure de gloire de la poésie pure.
Il fait ensuite connaissance avec Johann Jakob Bodmer, qui l’invite à Zurich : il fait le voyage en 1750. Huit mois plus tard, Klopstock part au Danemark sur l’invitation du roi Frédéric V, dont le soutien lui permet d’achever son œuvre, et où il passe trois ans.
En 1754, il épouse Margarete Moller, fille d’un marchand de Hambourg, mais elle meurt quatre ans plus tard. Trente ans plus tard, son souvenir le hante encore et il en chante les louanges dans ses élégies. Ce n’est qu’à l’âge avancé de 67 ans qu’il se remarie avec la Hambourgeoise Johanna Elisabeth von Winthem (1747–1821).
De 1759 à 1762, Klopstock vit à Quedlinburg, à Brunswick et à Halberstadt, puis à Copenhague, où il demeure jusqu’en 1771. En plus de Messias, qui ne paraît dans son intégralité qu’en 1773, il écrit des drames, comme la Hermannsschlacht (La Bataille de Teutobourg). Il s’installe ensuite à Hambourg, promu au rang de conseiller de la légation danoise. En 1776, il séjourne à Karlsruhe sur l’invitation du comte Charles-Frédéric de Bade. Klopstock apparaît comme le créateur de l'Erlebnisdichtung, c’est-à-dire de « la poésie du vécu, de l’expérience », et de l’irrationalisme allemand, et comme le père de la théorie de l’État-nation. 

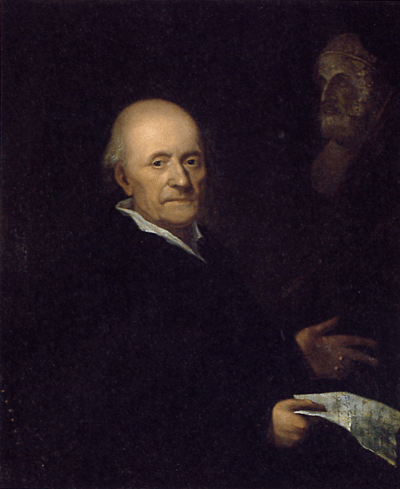
Portrait par M. E. Vogel

Klopstock est un partisan des débuts de la Révolution française, comme le montre notamment son poème de 1789, Kennet euch selbst (Connaissez-vous vous-même) dans lequel il décrit la Révolution française comme « l’acte le plus noble du siècle » et exhorte ainsi les Allemands à la révolution. Il en fustigea néanmoins les excès ultérieurs dans son poème Die Jacobiner (Les Jacobins) de 1792, où il critique le régime des Jacobins, qu’il compare à un serpent qui ondule à travers la France. Pour avoir chanté dans ses Odes les louanges de la Révolution française, il est proclamé citoyen français par l’Assemblée nationale législative le 26 août 1792, et il est élu associé étranger de l’Académie des inscriptions et belles-lettres en 1802. Par la suite, en réaction aux atrocités commises au nom de la liberté, il renonça à la citoyenneté française.
Dans une Europe remuée par la Révolution française, de nombreux espoirs révolutionnaires voient le jour en apprenant les nouvelles de France. Friedrich Gottlieb Klopstock écrit en 1798 un poème intitulé Sie und nicht wir, littéralement « Vous et pas nous ».
Il est inhumé dans le cimetière de l'église du village d'Ottensen qui est aujourd'hui un quartier de Hambourg.
Klopstock est réputé pour être un des précurseurs du mouvement littéraire allemand Sturm und Drang (« Tempête et passion » (ou « élan) »).
Dans sa « République éclairée », Klopstock se proposait de confier le pouvoir à une élite cultivée, et non à une souveraineté considérée comme incapable de régner. Les intellectuels, élitistes, s’élèvent ainsi au-dessus du peuple, qu’ils affublent du terme méprisant de « populace ». Klopstock n’accorde aucune souveraineté au peuple, et il ne reste plus rien des valeurs de la Liberté, de l’Égalité et de la Fraternité (voir le poème Fürstenlob (« Éloges aux souverains »).
Il faisait partie du salon littéraire de la comtesse von Reventlow, née Schimmelmann, qu'elle réunissait au château d'Emkendorf.
Maçon, il est membre de la Loge maçonnique de Hambourg Zu den drei goldenen Rosen (Aux trois Roses d'or), dans laquelle est initié Lessing en 1771.
Il est inhumé dans le cimetière de l'église catholique à Hambourg.

## Œuvre
- Der Messias, épopée de 22 000 vers parue en 1748 et traduite en français par Mme de Carlowitz en 1853 sous le titre La Messiade.
- Geistliche Dichtung (Poésies spirituelles), que l’on retrouve encore de nos jours dans certains chants d’église, comme :
  - Die ihr Christi Jünger seid (Vous qui êtes disciples du Christ)
  - Herr, du wollst uns vorbereiten (Seigneur, tu veux nous préparer)
- Études sur la langue (tentative d’une réforme de l’écriture) :
  - Fragmente über Sprache und Dichtkunst (fragments sur la langue et l’art de la poésie)
  - Grammatische Gespräche (dialogues grammaticaux)
  - Die Deutsche Gelehrtenrepublik (république allemande des savants) 1774.